# Кадыров, Ахметжан Насирович
Ахметжан Насирович Кадыров (12 октября 1935, Алма-Ата, Казахская ССР, СССР — 22 ноября 2022) — советский, казахский и уйгурский театровед, театральный критик, театральный педагог, доктор искусствоведения (1975), профессор. Заслуженный деятель Республики Казахстан (1995). Кавалер Ордена «Достык» 2 степени (2010).

## Биография
Родился 12 октября 1935 года в Алма-Ате.
После окончания музыкального училища он возглавляет Дом культуры в райцентре Чунджа Уйгурского района. Районное руководство, заметив в Кадырове способного организатора, талантливого артиста и музыканта направляет его на учёбу в Ташкентский театрально-художественный институт им. А. Н. Островского.
В 1962 году он успешно его оканчивает и получает специальность — театровед. Его сразу же приглашают на работу в аппарат Министерства культуры Казахской ССР.
Умер 22 ноября 2022 года в возрасте 87 лет.

## Трудовой деятельности
- С 1966 года — заведующий литературной частью Казахского академического театра для детей и юношества им. Г. Мусрепова.
- С 1968 года — старший научный сотрудник отдела уйгуроведения Института языкознания АН Казахской ССР.
- С 1986 года А. Кадыров работает заведующим отделом литературы и искусства Института уйгуроведения АН Казахской ССР.
- С 1990 года — заместитель начальника Главного управления учебных заведений Министерства культуры Казахской ССР. Более тридцати лет преподает.
- С 1992 года — заведующий кафедрой театроведения Казахская национальная академия искусств имени Т. К. Жургенова (КазНАИ)
- С 2010 года и по настоящее время Ахметжан Кадыров художественный Государственный академический уйгурский театр музыкальной комедии имени К. Кужамьярова

## Творчество
- Ахметжан Кадыров — автор многочисленных научных статьей, издал ряд весомых монографий и разнообразных сборников. Автор книг «Годы становления» (1976), «Пьесы» (1978), «Уйгурский советский театр» (1978), «Театр и время» (1980), «Театральные встречи» (1975), «Ахмет Шамиев — актер театра и кино» (2008), «У театральный афиши» (2008), «После третьего звонка» (2008) и др.

## Учёное звание
- 1973 году — кандидат искусствоведения
- 1975 году — доктор искусствоведения, профессор

## Награды и звания
- 1975 — Награждён орденами «Золотой орел» Международного европейского университета (Германия, Ганновер, 1975 г)
- 1995 — Присвоено почетное звание «Заслуженный деятель Республики Казахстан», За огромный вклад в развитие театрального искусства
- 2005 — Лауреат независимой премии «Ильхом»
- 2010 — Орден Достык 2 степени РК, за большие заслуги в развитии отечественной культуры и искусства, многолетнюю плодотворную деятельность, вручил президент Республики Казахстан в резиденции Акорда[3][4]
- Отличник образования Республики Казахстана
- Стипендиат Государственная стипендия Первого Президента Республики Казахстан — Лидера Нации в области культуры (2005, 2006, 2007)
- Профессор Казахская национальная академия искусств имени Т. К. Жургенова (КазНАИ)